# Autorità monetaria di Hong Kong
L'Autorità monetaria di Hong Kong è la banca centrale di Hong Kong.
La moneta ufficiale dello stato asiatico è il dollaro.